# Marta Pokorska-Jurek
Marta Pokorska-Jurek – polska pisarka, autorka książek i słuchowisk dla dzieci.
Prowadzi warsztaty dla dzieci na temat zębów zwierząt na podstawie popularnonaukowej książki „Zęby, ciosy i siekacze”. Przygotowuje podcasty oraz zajmuje się popularyzacją nauki. W 2024 roku była stypendystką Ministra Kultury i Dziedzictwa Narodowego, jest laureatką konkursu serwisu Audioteka pod hasłem: „Usłysz kulturę”. W kwietniu 2025 otrzymała stypendium artystyczne Prezydent Miasta Łodzi.

## Życiorys
Urodziła się i mieszka w Łodzi. Marta Pokorska-Jurek jest absolwentką socjologii na Uniwersytecie Łódzkim. Ukończyła studia podyplomowe na trzech uczelniach – design rynkowy w Akademii Sztuk Pięknych w Łodzi, total design management w Warszawskiej Szkole Biznesu oraz kształcenie głosu i mowy na Uniwersytecie SWPS.
- 2020: Laureatka Kultugrantów 2.0[7], cykl multimedialnych słuchowisk dla dzieci „Garść figli i psot – pies Alfred i Maurycy kot” (tekst, ilustracje, postprodukcja). Słuchowiska powstały we współpracy z aktorami Teatru Pinokio.
- 2021: Laureatka Kultugrantów 2021[8], cykl multimedialnych słuchowisk dla dzieci „Piezz BAND”[9] (tekst, ilustracje, postprodukcja) oraz produkcja piosenki „Gdy widzę smycz”. Słuchowiska powstały we współpracy z aktorami Teatru Pinokio.
- 2023: Autorka książki popularnonaukowej „Zęby, ciosy i siekacze”, Wydawnictwo Babaryba[10].
- 2024: Autorka cyklu bajek wspierająco-edukacyjnych dla dzieci z fenyloketonurią na zlecenie firmy Nestlé dla produktu VitaFlo.
- 2024: Laureatka wezwania reporterskiego „Usłysz kulturę”[11] organizowanego przez Audiotekę oraz Instytut Reportażu „Wszystko się zazębia”[12].
- 2024: Stypendystka Ministerstwa Kultury i Dziedzictwa Narodowego[13] w kategorii literatura.
- Finalistka VII edycji Konkursu Reporterskiego Wydawnictwa Poznańskiego[14].
- 2025: Laureatka stypendium artystycznego Prezydent Miasta Łodzi[15].

## Książki
- Pokorska-Jurek M., Kot Maurycy chce być dzidziusiem, Wydawnictwo Formy przekazu, 2021, ISBN 9788396076502.
- Pokorska-Jurek M., Wakacje pod psem, Formy przekazu, 2021, ISBN 9788396076519.
- Pokorska-Jurek M., Zęby, ciosy i siekacze, Wydawnictwo Babaryba, 2023, ISBN 978-83-67356-14-5.
- Pokorska-Jurek M., Czółenko. Mój rodzinny przewodnik po Łodzi, Wydawnictwo Regio, 2025, ISBN 978-83-9490-708-2

## Słuchowiska
- Pokorska-Jurek M., Kot Maurycy chce być dzidziusiem, 2020[16]
- Pokorska-Jurek M., Wakacje pod psem, 2020[17]
- Pokorska-Jurek M., Pies Alfred i historia jego skarpet, 2020[18]
- Pokorska-Jurek M., Piezz BAND, 2021[19]
- Pokorska-Jurek M., Koziołkowy wilk, Audioteka, 2023[20]
- Pokorska-Jurek M., O strasznym Helenku, Audioteka 2024[21]

## Podcasty
- podcast #ASPLodz Akademii Sztuk Pięknych im. Wł. Strzemińskiego w Łodzi[22]
- podcast Akademii Humanistyczno-Ekonomicznej w Łodzi[23]
- Wszystko się zazębia – ośmioodcinkowy serial reportażowy o zębach ludzkich, Audioteka, 2024[24]
- podcast Marta Pokorska-Jurek - słuchowiska dla dzieci i podcasty o Łodzi[25]